# Pleuroprucha numitoria
Pleuroprucha numitoria är en fjärilsart som beskrevs av Druce 1892. Pleuroprucha numitoria ingår i släktet Pleuroprucha och familjen mätare. Inga underarter finns listade i Catalogue of Life.